# 诺因海林根
诺因海林根是德国图林根州的一个市镇。总面积14.58平方公里，总人口496人，其中男性241人，女性255人（2011年12月31日），人口密度34人/平方公里。